# 達科羅省
達科羅省（法語：Dakoro），是尼日爾的省份，位於該國南部，由馬拉迪大區負責管轄，東面是馬亞希省，面積17,670平方公里，2011年人口606,862，人口密度每平方公里34人。